# (7497) Guangcaishiye
(7497) Guangcaishiye (1995 YY21) – planetoida z pasa głównego asteroid okrążająca Słońce w ciągu 3 lat i 310 dni w średniej odległości 2,46 j.a. Została odkryta 17 grudnia 1995 roku.